# Élections législatives de 2022 en Lozère
Les élections législatives françaises de 2022 se dérouleront les 12 et 19 juin 2022. Dans le département de la Lozère, un député est à élire dans le cadre d'une circonscription unique.

## Résultats de l'élection présidentielle de 2022 par circonscription
| Circonscription | 1er tour | 1er tour | 1er tour  |         | 2d tour | 2d tour |
| Circonscription | Macron   | Le Pen   | Mélenchon | Macron  | Le Pen  |         |
| --------------- | -------- | -------- | --------- | ------- | ------- | ------- |
| Circonscription |          |          |           |         |         |         |
| 1re             | 22,85 %  | 22,34 %  | 19,48 %   | 54,20 % | 45,80 % |         |

## Système électoral
Les élections législatives ont lieu au scrutin uninominal majoritaire à deux tours dans des circonscriptions uninominales.
Est élu au premier tour le candidat qui réunit la majorité absolue des suffrages exprimés et un nombre de voix au moins égal au quart (25 %) des électeurs inscrits dans la circonscription. Si aucun des candidats ne satisfait ces conditions, un second tour est organisé entre les candidats ayant réuni un nombre de voix au moins égal à un huitième des inscrits (12,5 %) ; les deux candidats arrivés en tête du premier tour se maintiennent néanmoins par défaut si un seul ou aucun d'entre eux n'a atteint ce seuil. Au second tour, le candidat arrivé en tête est déclaré élu.
Le seuil de qualification basé sur un pourcentage du total des inscrits et non des suffrages exprimés rend plus difficile l'accès au second tour lorsque l'abstention est élevée. Le système permet en revanche l'accès au second tour de plus de deux candidats si plusieurs d'entre eux franchissent le seuil de 12,5 % des inscrits. Les candidats en lice au second tour peuvent ainsi être trois, un cas de figure appelé « triangulaire ». Les second tours où s'affrontent quatre candidats, appelés « quadrangulaire » sont également possibles, mais beaucoup plus rares.

### Partis et nuances
Les résultats des élections sont publiés en France par le ministère de l'Intérieur, qui classe les partis en leur attribuant des nuances politiques. Ces dernières sont décidées par les préfets, qui les attribuent indifféremment de l'étiquette politique déclarée par les candidats, qui peut être celle d'un parti ou une candidature sans étiquette.
En 2022, seules les coalitions Ensemble (ENS) et Nouvelle Union populaire écologique et sociale (NUP), ainsi que le Parti radical de gauche (RDG), l'Union des démocrates et indépendants (UDI), Les Républicains (LR), le Rassemblement national (RN) et Reconquête (REC) se voient attribuer  une nuance propre,,.
Tous les autres partis se voient attribuer l'une ou l'autre des nuances suivantes : DXG (divers extrême gauche), DVG (divers gauche), ECO (écologiste), REG (régionaliste), DVC (divers centre), DVD (divers droite), DSV (droite souverainiste) et DXD (divers extrême droite). Des partis comme Debout la France ou Lutte ouvrière ne disposent ainsi pas de nuance propre, et leurs résultats nationaux ne sont pas publiés séparément par le ministère, car mélangés avec d'autres partis (respectivement dans les nuances DSV et DXG),.

## Résultats

### Élu
| Circonscription | Député sortant            | Parti | Parti | Député élu ou réélu       | Parti | Parti |
| --------------- | ------------------------- | ----- | ----- | ------------------------- | ----- | ----- |
| 1re             | Pierre Morel-À-L'Huissier |       | LR    | Pierre Morel-À-L'Huissier |       | UDI   |

### Résultats à l'échelle du département

#### Résultats par coalition
| Parti et coalition                                           | Parti et coalition                                           | Parti et coalition                         | Premier tour | Premier tour | Premier tour | Second tour   | Second tour   | Second tour | Total Sièges  | +/-           |  |
| Parti et coalition                                           | Parti et coalition                                           | Parti et coalition                         | Voix         | %            | Sièges       | Voix          | %             | Sièges      | Total Sièges  | +/-           |  |
| ------------------------------------------------------------ | ------------------------------------------------------------ | ------------------------------------------ | ------------ | ------------ | ------------ | ------------- | ------------- | ----------- | ------------- | ------------- |  |
|                                                              |                                                              | La France insoumise (LFI)                  | 8 637        | 25,41        | 0            | 14 620        | 45,72         | 0           | 0             | en stagnation |  |
| Total Nouvelle Union populaire écologique et sociale (NUPES) | Total Nouvelle Union populaire écologique et sociale (NUPES) | 8 637                                      | 25,41        | 0            | 14 620       | 45,72         | 0             | 0           | en stagnation |               |  |
|                                                              |                                                              | Union des démocrates et indépendants (UDI) | 6 371        | 18,74        | 0            | 17 355        | 54,28         | 1           | 1             | Nv            |  |
| Total Union de la droite et du centre (UDC)                  | Total Union de la droite et du centre (UDC)                  | 6 371                                      | 18,74        | 0            | 17 355       | 54,28         | 1             | 1           | en stagnation |               |  |
|                                                              |                                                              | Fédération progressiste (FP)               | 5 996        | 17,64        | 0            |               |               |             | 0             | Nv            |  |
| Total Ensemble (ENS)                                         | Total Ensemble (ENS)                                         | 5 996                                      | 17,64        | 0            | 0            | en stagnation |               |             |               |               |  |
|                                                              | Rassemblement national (RN)                                  | Rassemblement national (RN)                | 3 704        | 10,90        | 0            | 0             | en stagnation |             |               |               |  |
|                                                              | Résistons (RES)                                              | Résistons (RES)                            | 2 042        | 6,01         | 0            | 0             | Nv            |             |               |               |  |
|                                                              | Reconquête (REC)                                             | Reconquête (REC)                           | 1 137        | 3,35         | 0            | 0             | Nv            |             |               |               |  |
|                                                              | Dissidents Ensemble                                          | Dissidents Ensemble                        | 766          | 2,25         | 0            | 0             | Nv            |             |               |               |  |
|                                                              | Parti animaliste (PA)                                        | Parti animaliste (PA)                      | 339          | 1,00         | 0            | 0             | Nv            |             |               |               |  |
|                                                              | Lutte ouvrière (LO)                                          | Lutte ouvrière (LO)                        | 267          | 0,79         | 0            | 0             | en stagnation |             |               |               |  |
|                                                              | Sans étiquette (SE)                                          | Sans étiquette (SE)                        | 4 731        | 13,92        | 0            | 0             | en stagnation |             |               |               |  |
|                                                              |                                                              |                                            |              |              |              |               |               |             |               |               |  |
| Suffrages exprimés                                           | Suffrages exprimés                                           | Suffrages exprimés                         | 33 990       | 97,19        |              | 31 975        | 90,12         |             |               |               |  |
| Votes blancs                                                 | Votes blancs                                                 | Votes blancs                               | 673          | 1,92         | 2 214        | 6,24          |               |             |               |               |  |
| Votes nuls                                                   | Votes nuls                                                   | Votes nuls                                 | 310          | 0,89         | 1 292        | 3,64          |               |             |               |               |  |
| Total                                                        | Total                                                        | Total                                      | 34 973       | 100          | 0            | 35 481        | 100           | 1           | 1             | en stagnation |  |
| Abstentions                                                  | Abstentions                                                  | Abstentions                                | 24 942       | 41,63        |              | 24 435        | 40,78         |             |               |               |  |
| Inscrits/Participation                                       | Inscrits/Participation                                       | Inscrits/Participation                     | 59 915       | 58,37        | 59 916       | 59,22         |               |             |               |               |  |

#### Résultats par nuance
| Nuance                 | Nuance                                         | Nuance                 | Premier tour | Premier tour | Premier tour | Second tour | Second tour   | Second tour | Total Sièges | +/-           |  |
| Nuance                 | Nuance                                         | Nuance                 | Voix         | %            | Sièges       | Voix        | %             | Sièges      | Total Sièges | +/-           |  |
| ---------------------- | ---------------------------------------------- | ---------------------- | ------------ | ------------ | ------------ | ----------- | ------------- | ----------- | ------------ | ------------- |  |
|                        | Nouvelle Union populaire écologique et sociale | NUP                    | 8 637        | 25,41        | 0            | 14 620      | 45,72         | 0           | 0            | en stagnation |  |
|                        | Union des démocrates et indépendants           | UDI                    | 6 371        | 18,74        | 0            | 17 355      | 54,28         | 1           | 1            | Nv            |  |
|                        | Ensemble !                                     | ENS                    | 5 996        | 17,64        | 0            |             |               |             | 0            | en stagnation |  |
|                        | Divers droite                                  | DVD                    | 4 663        | 13,72        | 0            | 0           | en stagnation |             |              |               |  |
|                        | Rassemblement national                         | RN                     | 3 704        | 10,90        | 0            | 0           | en stagnation |             |              |               |  |
|                        | Divers                                         | DIV                    | 2 876        | 8,46         | 0            | 0           | en stagnation |             |              |               |  |
|                        | Reconquête                                     | REC                    | 1 137        | 3,35         | 0            | 0           | Nv            |             |              |               |  |
|                        | Ecologistes                                    | ECO                    | 339          | 1,00         | 0            | 0           | Nv            |             |              |               |  |
|                        | Divers extrême gauche                          | DXG                    | 267          | 0,79         | 0            | 0           | en stagnation |             |              |               |  |
|                        |                                                |                        |              |              |              |             |               |             |              |               |  |
| Suffrages exprimés     | Suffrages exprimés                             | Suffrages exprimés     | 33 990       | 97,19        |              | 31 975      | 90,12         |             |              |               |  |
| Votes blancs           | Votes blancs                                   | Votes blancs           | 673          | 1,92         | 2 214        | 6,24        |               |             |              |               |  |
| Votes nuls             | Votes nuls                                     | Votes nuls             | 310          | 0,89         | 1 292        | 3,64        |               |             |              |               |  |
| Total                  | Total                                          | Total                  | 34 973       | 100          | 0            | 35 481      | 100           | 1           | 1            | en stagnation |  |
| Abstentions            | Abstentions                                    | Abstentions            | 24 942       | 41,63        |              | 24 435      | 40,78         |             |              |               |  |
| Inscrits/Participation | Inscrits/Participation                         | Inscrits/Participation | 59 915       | 58,37        | 59 916       | 59,22       |               |             |              |               |  |

### Cartes

Nuance politique des candidats arrivés en tête dans chaque commune au 1er tour.
Nuance politique des candidats arrivés en tête dans chaque commune au 2e tour.

### Circonscription unique
Député sortant : Pierre Morel-À-L'Huissier (Les Républicains). Après s'être rapproché ces dernières années de l'Union des démocrates et indépendants, il est finalement investi par ce parti dans le cadre de l'Union de la droite et du centre,.
| Candidat                 | Candidat                   | Parti et coalition       | Nuance                   | Premier tour | Premier tour | Second tour | Second tour |
| Candidat                 | Candidat                   | Parti et coalition       | Nuance                   | Voix         | %            | Voix        | %           |
| ------------------------ | -------------------------- | ------------------------ | ------------------------ | ------------ | ------------ | ----------- | ----------- |
|                          | Sandrine Descaves,         | LFI (NUPES)              | NUP                      | 8 637        | 25,41        | 14 620      | 45,72       |
|                          | Pierre Morel-À-L'Huissier, | UDI (UDC)                | UDI                      | 6 371        | 18,74        | 17 355      | 54,28       |
|                          | Laurent Suau,              | FP (ENS)                 | ENS                      | 5 996        | 17,64        |             |             |
|                          | Patrice Saint-Léger        | SE                       | DVD                      | 4 663        | 13,72        |             |             |
|                          | Jean-François Pardigon     | RN                       | RN                       | 3 704        | 10,90        |             |             |
|                          | Christophe Castan          | RES                      | DIV                      | 2 042        | 6,01         |             |             |
|                          | Nicolas Pougnet            | REC                      | REC                      | 1 137        | 3,35         |             |             |
|                          | Francis Palombi            | LREM diss.               | DIV                      | 766          | 2,25         |             |             |
|                          | Dorian Blayac              | PA                       | ECO                      | 339          | 1,00         |             |             |
|                          | Annie Souchon              | LO                       | DXG                      | 267          | 0,79         |             |             |
|                          | Dja Zidoun,                | SE                       | DIV                      | 68           | 0,20         |             |             |
|                          |                            |                          |                          |              |              |             |             |
| Votes valides            | Votes valides              | Votes valides            | Votes valides            | 33 990       | 97,19        | 31 975      | 90,12       |
| Votes blancs             | Votes blancs               | Votes blancs             | Votes blancs             | 673          | 1,92         | 2 214       | 6,24        |
| Votes nuls               | Votes nuls                 | Votes nuls               | Votes nuls               | 310          | 0,89         | 1 292       | 3,64        |
| Total                    | Total                      | Total                    | Total                    | 34 973       | 100          | 35 481      | 100         |
| Abstention               | Abstention                 | Abstention               | Abstention               | 24 942       | 41,63        | 24 435      | 40,78       |
| Inscrits / participation | Inscrits / participation   | Inscrits / participation | Inscrits / participation | 59 915       | 58,37        | 59 916      | 59,22       |